# Lista över månens kratrar, G–K
Detta är en underlista till lista över månens kratrar.

## G
| Krater         | Diameter | Eponym                                            |
| -------------- | -------- | ------------------------------------------------- |
| G. Bond        | 20 km    | George Phillips Bond (1826-1865)                  |
| Gadomski       | 65 km    | Jan Gadomski (1889-1966)                          |
| Gagarin        | 265 km   | Yuri Gagarin (1934-1968)                          |
| Galen          | 10 km    | Galenos (129-199)                                 |
| Galilaei       | 15 km    | Galileo Galilei (1564-1642)                       |
| Galle          | 21 km    | Johann Gottfried Galle (1812-1910)                |
| Galois         | 222 km   | Évariste Galois (1811-1832)                       |
| Galvani        | 80 km    | Luigi Galvani (1737-1798)                         |
| Gambart        | 25 km    | Jean Félix Adolphe Gambart (1800-1836)            |
| Gamow          | 129 km   | George Gamow (1904-1968)                          |
| Ganskiy        | 43 km    | Aleksej Ganskij (1870-1908)                       |
| Ganswindt      | 74 km    | Hermann Ganswindt (1856-1934)                     |
| Garavito       | 74 km    | Julio Garavito Armero (1865-1920)                 |
| Gardner        | 18 km    | Irvine Clifton Gardner (1889-1972)                |
| Gärtner        | 115 km   | Christian Gärtner (cirka 1750-1813)               |
| Gassendi       | 101 km   | Pierre Gassendi (1592-1655)                       |
| Gaston         | 2 km     | (Franskt mansnamn)                                |
| Gaudibert      | 34 km    | Casimir Marie Gaudibert (1823-1901)               |
| Gauricus       | 79 km    | Luca Gaurico (1475-1558)                          |
| Gauss          | 177 km   | Carl Friedrich Gauss (1777-1855)                  |
| Gavrilov       | 60 km    | Aleksandr I. Gavrilov (1884-1955)                 |
| Gavrilov       | 60 km    | Igor B. Gavrilov (1928-1982)                      |
| Gay-Lussac     | 26 km    | Joseph-Louis Gay-Lussac (1778-1850)               |
| Geber          | 44 km    | Jabir ibn Aflah (1100-1150)                       |
| Geiger         | 34 km    | Johannes Hans Wilhelm Geiger (1882-1945)          |
| Geissler       | 16 km    | Heinrich Geissler (1814-1879)                     |
| Geminus        | 85 km    | Geminos (000-talet f.Kr., uppmärksammad 70 f.Kr.) |
| Gemma Frisius  | 87 km    | Reinier Jemma (1508-1555)                         |
| Gerard         | 90 km    | Alexander Gerard (1728-1795)                      |
| Gerasimovich   | 86 km    | Boris Gerasimovich (1889-1937)                    |
| Gernsback      | 48 km    | Hugo Gernsback (1884-1967)                        |
| Gibbs          | 76 km    | Josiah Willard Gibbs (1839-1903)                  |
| Gilbert        | 112 km   | Grove Karl Gilbert (1843-1918)                    |
| Gilbert        | 112 km   | William Gilbert (1544-1603)                       |
| Gill           | 66 km    | David Gill (1843-1914)                            |
| Ginzel         | 55 km    | Friedrich Karl Ginzel (1850-1926)                 |
| Gioja          | 41 km    | Flavio Gioja (1200-talet/1300-talet)              |
| Giordano Bruno | 22 km    | Giordano Bruno (1548-1600)                        |
| Glaisher       | 15 km    | James Glaisher (1809-1903)                        |
| Glauber        | 15 km    | Johann Rudolph Glauber (1604-1670)                |
| Glazenap       | 43 km    | Sergej Glazenap (1848-1937)                       |
| Glushko        | 43 km    | Valentin Petrovitch Glusjko (1908-1989)           |
| Goclenius      | 72 km    | Rudolf Goclenius den yngre (1572-1621)            |
| Goddard        | 89 km    | Robert H. Goddard (1882-1945)                     |
| Godin          | 34 km    | Louis Godin (1704-1760)                           |
| Goldschmidt    | 113 km   | Hermann Goldschmidt (1802-1866)                   |
| Golgi          | 5 km     | Camillo Golgi (1843-1926)                         |
| Golitsyn       | 36 km    | Boris Borisovich Golitsyn (1862-1916)             |
| Golovin        | 37 km    | Nicholas Erasmus Golovin (1912-1969)              |
| Goodacre       | 46 km    | Walter Goodacre (1856-1938)                       |
| Gould          | 34 km    | Benjamin Apthorp Gould (1824-1896)                |
| Grace          | 1 km     | (Engelskt kvinnonamn)                             |
| Grachev        | 35 km    | Andrej Grachev (1900-1964)                        |
| Graff          | 36 km    | Kasimir Romuald Graff (1878-1950)                 |
| Grave          | 40 km    | Dmitry Aleksandrovich Grave (1863-1939)           |
| Grave          | 40 km    | Ivan Platonovich Grave (1874-1960)                |
| Greaves        | 13 km    | William Michael Herbert Greaves (1897-1955)       |
| Green          | 65 km    | George Green (1793-1841)                          |
| Gregory        | 67 km    | James Gregory (1638-1675)                         |
| Grigg          | 36 km    | John Grigg (1838-1920)                            |
| Grimaldi       | 172 km   | Francesco Maria Grimaldi (1618-1663)              |
| Grissom        | 58 km    | Virgil "Gus" I. Grissom (1926-1967)               |
| Grotrian       | 37 km    | Walter Grotrian (1890-1954)                       |
| Grove          | 28 km    | Sir William Robert Grove (1811-1896)              |
| Gruemberger    | 93 km    | Christoph Grienberger (1561-1636)                 |
| Gruithuisen    | 15 km    | Franz von Gruithuisen (1774-1852)                 |
| Guericke       | 63 km    | Otto von Guericke (1602-1686)                     |
| Guillaume      | 57 km    | Charles Edouard Guillaume (1861-1938)             |
| Gullstrand     | 43 km    | Allvar Gullstrand (1862-1930)                     |
| Gum            | 54 km    | Colin Stanley Gum (1924-1960)                     |
| Gutenberg      | 74 km    | Johannes Gutenberg (cirka 1398-1468)              |
| Guthnick       | 36 km    | Paul Guthnick (1879-1947)                         |
| Guyot          | 92 km    | Arnold Henry Guyot (1807-1884)                    |
| Gyldén         | 47 km    | Hugo Gyldén (1841-1896)                           |

## H
| Krater       | Diameter | Eponym                                                     |
| ------------ | -------- | ---------------------------------------------------------- |
| H. G. Wells  | 114 km   | Herbert George Wells (1866-1946)                           |
| Hagecius     | 76 km    | Tadeáš Hájek (1525-1600)                                   |
| Hagen        | 55 km    | Johann Georg Hagen (1847-1930)                             |
| Hahn         | 84 km    | Friedrich von Hahn (1741-1805)                             |
| Hahn         | 84 km    | Otto Hahn (1879-1968)                                      |
| Haidinger    | 22 km    | Wilhelm Karl von Haidinger (1795-1871)                     |
| Hainzel      | 70 km    | Paul Hainzel (1527-1581)                                   |
| Haldane      | 37 km    | John Burdon Sanderson Haldane (1892-1964)                  |
| Hale         | 83 km    | George Ellery Hale 1868-1938)                              |
| Hale         | 83 km    | William Hale (1797-1870)                                   |
| Hall         | 35 km    | Asaph Hall (1829-1907)                                     |
| Halley       | 36 km    | Edmond Halley (1656-1742)                                  |
| Hamilton     | 57 km    | William Rowan Hamilton (1805-1865)                         |
| Hanno        | 56 km    | Hanno Sjöfararen (omkring 600 f.kr. - 500 f.kr.)           |
| Hansen       | 39 km    | Peter Andreas Hansen (1795-1874)                           |
| Hansteen     | 44 km    | Christopher Hansteen (1784-1873)                           |
| Harden       | 15 km    | Arthur Harden (1865-1940)                                  |
| Harding      | 22 km    | Karl Ludwig Harding (1765-1834)                            |
| Haret        | 29 km    | Spiru Haret (1851-1912)                                    |
| Hargreaves   | 16 km    | Frederick James Hargreaves (1891-1970)                     |
| Harkhebi     | 237 km   | Harkhebi (cirka 300 f.Kr.)                                 |
| Harlan       | 65 km    | Harlan James Smith (1924-1991)                             |
| Harold       | 2 km     | (Fornengelskt mansnamn)                                    |
| Harpalus     | 39 km    | Harpalus (400-talet f.Kr.)                                 |
| Harriot      | 56 km    | Thomas Harriot (1560-1621)                                 |
| Hartmann     | 61 km    | Johannes Franz Hartmann (1865-1936)                        |
| Hartwig      | 79 km    | Carl Ernst Albrecht Hartwig (1851-1923)                    |
| Harvey       | 60 km    | William Harvey (1578-1657)                                 |
| Hase         | 83 km    | Johann Matthias Hase (1684-1742)                           |
| Hatanaka     | 26 km    | Takeo Hatanaka (1914-1963)                                 |
| Hausen       | 167 km   | Christian August Hausen (1693-1743)                        |
| Hayford      | 27 km    | John Fillmore Hayford (1868-1925)                          |
| Hayn         | 87 km    | Friedrich Hayn (1863-1928)                                 |
| Healy        | 38 km    | Roy Healy (1915-1968)                                      |
| Heaviside    | 165 km   | Oliver Heaviside (1850-1925)                               |
| Hecataeus    | 167 km   | Hekataios av Miletos (cirka 550 f.Kr.-cirka 490 f.Kr.)     |
| Hédervári    | 69 km    | Peter Hédervári (1931-1984)                                |
| Hedin        | 150 km   | Sven Hedin (1865-1952)                                     |
| Heinrich     | 6 km     | Wladimir Wáclav Heinrich (1884-1965)                       |
| Heinsius     | 64 km    | Gottfried Heinsius (1709-1769)                             |
| Heis         | 14 km    | Eduard Heis (1806-1877)                                    |
| Helberg      | 6 km     | Robert J. Helberg (1906-1967)                              |
| Helicon      | 24 km    | Helikon av Kyzikos (400-talet f.Kr.)                       |
| Hell         | 33 km    | Maximilian Hell (1720-1792)                                |
| Helmert      | 26 km    | Friedrich Robert Helmert (1843-1917)                       |
| Helmholtz    | 94 km    | Hermann von Helmholtz (1821-1894)                          |
| Henderson    | 47 km    | Thomas Henderson (1798-1844)                               |
| Hendrix      | 6 km     | Don Osgood Hendrix (1905-1961)                             |
| Henry        | 41 km    | Joseph Henry (1792-1878)                                   |
| Henry Frères | 42 km    | Paul och Prosper Henry (1848-1905, 1849-1903)              |
| Henyey       | 63 km    | Louis G. Henyey (1910-1970)                                |
| Heraclitus   | 90 km    | Heraclitus (cirka 540-480 f.kr.)                           |
| Hercules     | 69 km    | Hercules                                                   |
| Herigonius   | 15 km    | Pierre Herigone (flourished 1644)                          |
| Hermann      | 15 km    | Jacob Hermann (1678-1733)                                  |
| Hermite      | 104 km   | Charles Hermite (1822-1901)                                |
| Herodotus    | 34 km    | Herodotus (cirka 484-408 f.kr.)                            |
| Heron        | 24 km    | Heron från Alexandria (okänt-cirka 100 f.kr.)              |
| Herschel     | 40 km    | William Herschel (1738-1822)                               |
| Hertz        | 90 km    | Heinrich Rudolf Hertz (1857-1894)                          |
| Hertzsprung  | 591 km   | Ejnar Hertzsprung (1873-1967)                              |
| Hesiodus     | 42 km    | Hesiodos (cirka 735 f.kr.)                                 |
| Hess         | 88 km    | Victor Franz Hess (1883-1964)                              |
| Hess         | 88 km    | Harry Hammond Hess (1906-1969)                             |
| Hevelius     | 115 km   | Johannes Hevelius (1611-1687)                              |
| Heymans      | 50 km    | Corneille Jean François Heymans (1892-1968)                |
| Heyrovsky    | 15 km    | Jaroslav Heyrovsky (1890-1967)                             |
| Hilbert      | 151 km   | David Hilbert (1862-1943)                                  |
| Hill         | 16 km    | George William Hill (1838-1914)                            |
| Hind         | 29 km    | John Russell Hind (1823-1895)                              |
| Hippalus     | 57 km    | Hippalus (okänt-cirka 120)                                 |
| Hipparchus   | 138 km   | Hipparchus (flourished 140 f.kr.)                          |
| Hippocrates  | 60 km    | Hippokrates (cirka 460-377 f.kr.)                          |
| Hirayama     | 132 km   | Kiyotsugu Hirayama (1874-1943)                             |
| Hirayama     | 132 km   | Shin Hirayama (1867-1945)                                  |
| Hoffmeister  | 45 km    | Cuno Hoffmeister (1892-1968)                               |
| Hogg         | 38 km    | Arthur Robert Hogg (1903-1966)                             |
| Hogg         | 38 km    | Frank Scott Hogg (1904-1951)                               |
| Hohmann      | 16 km    | Walter Hohmann (1880-1945)                                 |
| Holden       | 47 km    | Edward Singleton Holden (1846-1914)                        |
| Holetschek   | 38 km    | Johann Holetschek (1846-1923)                              |
| Hommel       | 126 km   | Johann Hommel (1518-1562)                                  |
| Hooke        | 36 km    | Robert Hooke (1635-1703)                                   |
| Hopmann      | 88 km    | Josef Hopmann (1890-1975)                                  |
| Hornsby      | 3 km     | Thomas Hornsby (1733-1810)                                 |
| Horrebow     | 24 km    | Peder Horrebow (1679-1764)                                 |
| Horrocks     | 30 km    | Jeremiah Horrocks (1619-1641)                              |
| Hortensius   | 14 km    | Martin van den Hove (1605-1639)                            |
| Houtermans   | 29 km    | Friedrich Georg Houtermans (1903-1966)                     |
| Houzeau      | 71 km    | Jean-Charles Houzeau (de Lehaie) (1820-1888)               |
| Hubble       | 80 km    | Edwin Powell Hubble (1889-1953)                            |
| Huggins      | 65 km    | Sir William Huggins (1824-1910)                            |
| Humason      | 4 km     | Milton Lasell Humason (1891-1972)                          |
| Humboldt     | 189 km   | Wilhelm von Humboldt (1767-1835)                           |
| Hume         | 23 km    | David Hume 1711-1776)                                      |
| Husband      | 29 km    | Richard Douglas Husband (1957–2003)                        |
| Hutton       | 50 km    | James Hutton (1726-1797)                                   |
| Huxley       | 4 km     | Thomas Henry Huxley (1825-1895)                            |
| Hyginus      | 9 km     | Gaius Julius Hyginus (flourished första århundradet f.kr.) |
| Hypatia      | 40 km    | Hypatia av Alexandria (okänt-415 f.kr.)                    |

## I
| Krater      | Diameter | Eponym                                        |
| ----------- | -------- | --------------------------------------------- |
| Ian         | 1 km     | (Skotsk gaeliska mansnamn)                    |
| Ibn Battuta | 11 km    | Abu Abdullah Muhammad Ibn Battuta (1304-1377) |
| Ibn Firnas  | 89 km    | Abbas Ibn Firnas (okänt-cirka 887)            |
| Ibn Yunus   | 58 km    | Abul al-Hasan ben Ahmad (950-1009)            |
| Ibn-Rushd   | 32 km    | Averroës (1126-1198)                          |
| Icarus      | 96 km    | Ikaros                                        |
| Ideler      | 38 km    | Christian Ludwig Ideler (1766-1846)           |
| Idelʹson    | 60 km    | Naum Ilʹich Idelʹson (1885-1951)              |
| Ilʹin       | 13 km    | Nikolaj Yakovlevich Ilʹin (1901-1937)         |
| Ina         | 3 km     | (Latinskt kvinnonamn)                         |
| Ingalls     | 37 km    | Albert Graham Ingalls (1888-1958)             |
| Inghirami   | 91 km    | Giovanni Inghirami (1779-1851)                |
| Innes       | 42 km    | Robert Thorburn Ayton Innes (1861-1933)       |
| Ioffe       | 86 km    | Abram Fedorovich Ioffe (1880-1960)            |
| Isabel      | 1 km     | (Spanskt kvinnonamn)                          |
| Isaev       | 90 km    | Aleksei Mihailovich Isaev (1908-1971)         |
| Isidorus    | 42 km    | St. Isidor av Sevilla (cirka 570-636)         |
| Isis        | 1 km     | Isis (Egyptisk gudinna)                       |
| Ivan        | 4 km     | Ivan, ryskt mansnamn                          |
| Izsak       | 30 km    | Imre Izsak (1929-1965)                        |

## J
| Krater        | Diameter | Eponym                                        |
| ------------- | -------- | --------------------------------------------- |
| J. Herschel   | 165 km   | John Herschel (1792-1871)                     |
| Jackson       | 71 km    | John Jackson (1887-1958)                      |
| Jacobi        | 68 km    | Carl Gustav Jacob Jacobi (1804-1851)          |
| Jansen        | 23 km    | Zacharias Janssen (1580/1585/1588-cirka 1638) |
| Jansky        | 72 km    | Karl Jansky (1905-1950)                       |
| Janssen       | 199 km   | Pierre Jules César Janssen (1824-1907)        |
| Jarvis        | 38 km    | Gregory Bruce Jarvis (1944-1986)              |
| Jeans         | 79 km    | Sir James Hopwood Jeans (1877-1946)           |
| Jehan         | 5 km     | (Turkiskt kvinnonamn)                         |
| Jenkins       | 38 km    | Louise Freeland Jenkins (1888-1970)           |
| Jenner        | 71 km    | Edward Jenner (1749-1823)                     |
| Jerik         | 1 km     | (Skandinaviskt mansnamn)                      |
| Joliot        | 164 km   | Frederic Joliot-Curie (1900-1958)             |
| Jomo          | 7 km     | (Afrikanskt mansnamn)                         |
| José          | 2 km     | (Spanskt mansnamn)                            |
| Joule         | 96 km    | James Prescott Joule (1818-1889)              |
| Joy           | 5 km     | Alfred Harrison Joy (1882-1973)               |
| Jules Verne   | 143 km   | Jules Verne (1828-1905)                       |
| Julienne      | 2 km     | (Franskt kvinnonamn)                          |
| Julius Caesar | 90 km    | Julius Caesar (cirka 102-44 f.kr.)            |

## K
| Krater           | Diameter | Eponym                                             |
| ---------------- | -------- | -------------------------------------------------- |
| Kaiser           | 52 km    | Frederik Kaiser (1808-1872)                        |
| Kamerlingh Onnes | 66 km    | Heike Kamerlingh Onnes (1853-1926)                 |
| Kane             | 54 km    | Elisha Kent Kane (1820-1857)                       |
| Kant             | 33 km    | Immanuel Kant (1724-1804)                          |
| Kao              | 34 km    | Ping-Tse Kao (1888-1970)                           |
| Kapteyn          | 49 km    | Jacobus C. Kapteyn (1851-1922)                     |
| Karima           | 3 km     | (Arabiskt kvinnonamn)                              |
| Karpinskiy       | 92 km    | Alexander Petrovich Karpinsky (1846-1936)          |
| Karrer           | 51 km    | Paul Karrer (1889-1971)                            |
| Kasper           | 12 km    | (Polskt mansnamn)                                  |
| Kästner          | 108 km   | Abraham Gotthelf Kästner                           |
| Katchalsky       | 32 km    | Aharon Katzir-Katchalsky (1914-1972)               |
| Kathleen         | 5 km     | (Irländskt kvinnonamn)                             |
| Kearons          | 23 km    | William M. Kearons (1878-1948)                     |
| Keeler           | 160 km   | James Edward Keeler (1857-1900)                    |
| Kekulé           | 94 km    | Friedrich August Kekulé von Stradonitz (1829-1896) |
| Keldysh          | 33 km    | Mstislav Vsevolodovich Keldysh (1911-1978)         |
| Kepinski         | 31 km    | Felicjan Kępiński (1885-1966)                      |
| Kepler           | 31 km    | Johannes Kepler (1571-1630)                        |
| Khvolʹson        | 54 km    | Orest Danilovitj Chvolson (1852-1934)              |
| Kibalʹchich      | 92 km    | Nikolaj Ivanovich Kibalʹchich (1853-1881)          |
| Kidinnu          | 56 km    | Kidinnu (okänt-cirka 343 f.kr.).                   |
| Kies             | 45 km    | Johann Kies (1713-1781)                            |
| Kiess            | 63 km    | Carl Clarence Kiess (1887-1967)                    |
| Kimura           | 28 km    | Hisashi Kimura (1870-1943)                         |
| Kinau            | 41 km    | Adolph Gottfried Kinau (1814-1887)                 |
| King             | 76 km    | Arthur Scott King (1876-1957)                      |
| King             | 76 km    | Edward Skinner King (1861-1931)                    |
| Kira             | 3 km     | (Ryskt kvinnonamn)                                 |
| Kirch            | 11 km    | Gottfried Kirch (1639-1710)                        |
| Kircher          | 72 km    | Athanasius Kircher (1601-1680)                     |
| Kirchhoff        | 24 km    | Gustav Kirchhoff (1824-1887)                       |
| Kirkwood         | 67 km    | Daniel Kirkwood (1814-1895)                        |
| Klaproth         | 119 km   | Martin Heinrich Klaproth (1743-1817)               |
| Klein            | 44 km    | Hermann Joseph Klein (1844-1914)                   |
| Kleymenov        | 55 km    | Ivan Terentyevich Kleymenov (1898-1938)            |
| Klute            | 75 km    | Daniel O. Klute (1921-1964)                        |
| Knox-Shaw        | 12 km    | Harold Knox-Shaw (1885-1970)                       |
| Koch             | 95 km    | Robert Koch (1843-1910)                            |
| Kohlschütter     | 53 km    | Arnold Kohlschütter (1883-1969)                    |
| Kolhörster       | 97 km    | Werner Kolhörster (1887-1946)                      |
| Komarov          | 78 km    | Vladimir Komarov (1927-1967)                       |
| Kondratyuk       | 108 km   | Yuri Kondratyuk (1897-1942)                        |
| König            | 23 km    | Rudolf König (1865-1927)                           |
| Konoplev         | 25 km    | B. T. Konoplev (1912-1960)                         |
| Konstantinov     | 75 km    | Konstantin Ivanovich Konstantinov (1817-1871)      |
| Kopff            | 41 km    | August Kopff (1882-1960)                           |
| Korolev          | 437 km   | Sergej Koroljov (1906-1966)                        |
| Kosberg          | 15 km    | Semyon Ariyevich Kosberg (1903-1965)               |
| Kostinskiy       | 75 km    | Sergey K. Kostinskiy (1867-1937)                   |
| Kovalʹskiy       | 49 km    | Marian Kovalskij (1821-1884)                       |
| Kovalevskaya     | 115 km   | Sofia V. Kovalevskaya (1850-1891)                  |
| Kozyrev          | 65 km    | Nikolay Alexandrovich Kozyrev (1908-1983)          |
| Krafft           | 51 km    | Wolfgang Ludwig Krafft (1743-1814)                 |
| Kramarov         | 20 km    | Grigory Moiseevich Kramarov (1887-1970)            |
| Kramers          | 61 km    | Hendrik Anthony Kramers (1894-1952)                |
| Krasnov          | 40 km    | Aleksander V. Krasnov (1866-1907)                  |
| Krasovskiy       | 59 km    | Feodosiy N. Krasovskiy (1878-1948)                 |
| Kreiken          | 23 km    | Edberg Adrian Kreiken (1896-1964)                  |
| Krieger          | 22 km    | Johann Nepomuk Krieger (1865-1902)                 |
| Krogh            | 19 km    | Schack August Steenberg Krogh (1874-1949)          |
| Krusenstern      | 47 km    | Baron von Adam Johann Krusenstern (1770-1846)      |
| Krylov           | 49 km    | Alexei Krylov (1863-1945)                          |
| Kugler           | 65 km    | Franz Xaver Kugler (1862-1929)                     |
| Kuiper           | 6 km     | Gerard Peter Kuiper (1905-1973)                    |
| Kulik            | 58 km    | Leonid Alekseevich Kulik (1883-1942)               |
| Kundt            | 10 km    | August Kundt (1839-1894)                           |
| Kunowsky         | 18 km    | Georg Karl Friedrich Kunowsky (1786-1846)          |
| Kuo Shou Ching   | 34 km    | Kuo Shou Ching (1231-1316)                         |
| Kurchatov        | 106 km   | Igor Kurtjatov (1903-1960)                         |